# Wabi
Wabi — коммерческий продукт от Sun Microsystems, реализующий спецификацию Microsoft Windows Win16 API в Solaris; версия для Линукса была выпущена компанией Caldera Systems [когда?]. Wabi поддерживал приложения, разработанные для Windows 3.1, Windows 3.11 и Windows for Workgroups.
Технология изначально была разработана компанией Praxsys Technologies, которая была куплена Sun в 1992. Название «Wabi» было выбрано по двум причинам: на японском оно означает баланс и гармонию, что подразумевало мирное существование Unix и Windows; оно является акронимом «Windows Application Binary Interface».
Для работы Wabi требовалось установить Windows 3.1, что означало необходимость покупки лицензии; это отличает Wabi от Wine, где полностью реализуется Windows API.
Разработка Wabi была прекращена в декабре 1997.